# Tamias sonomae
Tamias sonomae е вид бозайник от семейство Катерицови (Sciuridae).

## Разпространение
Видът е разпространен в САЩ (Калифорния).